# Уткин, Александр Владимирович
Алекса́ндр Влади́мирович У́ткин (р. 26 апреля 1983, Обнинск, Калужская область, РСФСР, СССР) — российский художник-иллюстратор, графический дизайнер.

## Биография
Родился 26 апреля 1983 года в Обнинске. Окончил среднюю школу № 3, Школу изобразительных искусств и детскую музыкальную школу № 2. Не поступив в Московский государственный институт музыки имени А. Г. Шнитке из-за плохой оценки по сольфеджио, решил стать художником. Хорошая подготовка в Школе изобразительных искусств у Владимира Денисова без труда позволила поступить в Московский государственный университет печати, где учился по кафедре иллюстрации и эстампа факультета графических искусств.
Ещё учась в МГУП кратковременно работал в нескольких дизайн-студиях. Полгода после окончания МГУП в 2006 году был главным художником издательства «Терра».
Иллюстрацию относит в большей степени к дизайну:
Думаю, художник, который Матисс-Пикассо, не имеет проблем с тем, что он хочет делать. Что его волнует, тем он и занимается. Он постоянно делает почеркушки. Ну, как я представляю. Он восторгается природой, окружающим миром. Он поставил натюрморт – и всё, счастье наступило. У меня такого в принципе никогда не было. Меня больше волновали... можно сказать, литературные задачи. То есть книжная иллюстрация. Мне не надо выдумывать самому какую-то тему. У меня есть идея — литературное произведение. И я с ним работаю, решаю чисто графические задачи. Дизайнерские в том числе — как бы подать эту серию картинок. Рисунки в журналах — тем более ближе к дизайну, потому что от них требуется юмор, какой-то подсмысл, постмодернизм с цитированием. Поэтому это скорее дизайн.
Много работает с любимыми музыкальными коллективами, делая для них всю линейку дизайна — от обложек альбомов до афиш. Самая известная работа в этой области — весь фирменный стиль для рок-группы «Оргия Праведников».
Наиболее известные работы в книжной графике — иллюстрации для собраний сочинений Жюля Верна и Фёдора Достоевского».
В 2010 году для фильма «Щелкунчик и Крысиный Король» режиссёра Андрея Кончаловского иллюстрировал сопровождающее издание книги Мариэтты Чудаковой с одноимённым названием в тканевом переплёте, инкрустированном деревянными вставками.
В 2021 году на русском языке вышла книга комиксов Уткина "Сказки Гамаюн" (Спб.: Бумкнига, 2021) на сюжеты русского фольклора; ранее книга вышла на английском, испанском и французском языках, получила премию ABCD.
Как любитель занимается современной популярной музыкой. В 2001 году в Обнинске, сочиняя перед этим в течение двух лет музыку, в новогоднюю ночь стихийно организовал с друзьями Екатериной Галасси и Александром Ульяненко рок-группу «Озеро многих лиц». Группа записала в студии звукозаписи Валерия Музыки в Городском дворце культуры акустический альбом «Странствия ветра» и на этом прекратила своё существование. В записи альбома также приняли участие Валерий Музыка и Алексей Антипов (вокал). Через десять лет группа была воссоздана заново, первый альбом был выложен в сеть, и в декабре 2012 года Александр Уткин заявил о записи группой нового студийного альбома «Руки Солнца» в московской студии звукозаписи Just Studio, принадлежащей дружественной Уткину группе «Оргия Праведников».

## Работы

### Иллюстрации

#### Книжная графика
- «Остров сокровищ»[1]
- «Гаргантюа и Пантагрюэль»[1]
- Рассказы Михаила Зощенко[1]
- Собрание сочинений Николая Васильевича Гоголя.-ISBN 978-5-275-01968-1
- Собрание сочинений Фёдора Достоевского[2]
- Собрание сочинений Жюля Верна[2]
- «Щелкунчик и Крысиный Король» Мариэтты Чудаковой (2010)[2][4]

#### Обложки
- Серия обложек для собрания сочинений Антона Чехова[6]

#### Календари
- «Вредные советы начинающему рекламодателю» (2008)[7]

### Фирменный стиль
- Рок-группа «Оргия Праведников»[2][4] (все синглы и альбомы после 2010 года)
- Фолк-группа «Дорога Водана»:
  - Альбом «Дорога Водана» (2005)[8]
  - Альбом «Вечереда» (2006)[8]

### Реклама
- Коттеджный посёлок «Кантри»[9]

## Признание
- 2009 — Две работы Александра Уткина вошли в Топ-100 «Рейтинга русского дизайна» — оформление собрания сочинений Николая Гоголя (4 балла из 5) и иллюстрации к собранию сочинений Жюля Верна (3,1 балла из 5). В экспертную коллегию входили иностранные эксперты: Одед Эзер, Фонс Шейдон, Стив Хеллер, Альберто Руггьери, Хуан Ли и другие.[10]
- 2010 — Две работы Александра Уткина вошли в Топ-100 «Рейтинга русского дизайна»[11] — серия обложек для собрания сочинений Антона Чехова (3,29 балла из 5) и дизайн книги Павла Шестакова «Между днём и ночью. Размышления о Гоголе» (3 балла из 5). В экспертную коллегию входили иностранные эксперты: Мишель Бюве, Марк Лестер, Чарис Цевис, Филипп Вандерберг, Фил Рисбек, Вангелис Лиакос, Панос Василиу, Альба Россел, Дионис Ливанис.[12]